# سولا (إيران)
سولا هي قرية في مقاطعة نمين، إيران. عدد سكان هذه القرية هو 576 في سنة 2006.